# چغک‌چینی کاکل‌سیاه
چغک‌چینی کاکل‌سیاه (نام علمی: Alcippe klossi) نام یک گونه از سرده چغک‌چینی است.